# Швечиков, Алексей Николаевич
Алексе́й Никола́евич Шве́чиков (род. 20 декабря 1936 года) — советский и российский философ, религиовед, историк религии, общественный деятель, доктор философских наук, директор Межвузовского центра гуманитарного образования по религиоведению.

## Биография
Родился 20 декабря 1936 года в крестьянской семье.
В 1953 год — 1957 годах обучался в военном училище, после окончания которого служил в Советской Армии на различных должностях политического работника вплоть до должности заместителя командира полка по политической части.
В 1968 году заочно окончил философский факультет Ленинградского государственного университета.
В 1975 году перешёл на преподавательскую работу в военное училище, а затем преподавал в Михайловской военной артиллерийской академии.
В 1980 году в Ленинградском государственном университете защитил диссертацию на соискание учёной степени кандидата философских наук по теме: «Нравственные основы советской воинской дисциплины» (специальность 09.00.05 — «Этика»).
В 1987 году присвоено учёное звание доцента.
Начиная с 1990 года преподаёт в государственных вузах Санкт-Петербурга (в том числе СПбГМТУ, СПбГТУРП и СПбГУТД) и с этого же времени начинает читать курс лекций по религиоведению.
В 1997 году становится директором Межвузовского центра по проблемам религиоведения, совмещая новое поприще с исследовательской и преподавательской работой в области религиоведения.
В 2009 году в Российском государственном педагогическом университете имени А. И. Герцена защитил диссертацию на соискание учёной степени доктора философских наук по теме «Теоретико-методологические основы современного российского религиоведения» (специальность: 09.00.13 – Религиоведение,  философская антропология, философия культуры); научный консультант — доктор философских наук, профессор Ю. В. Манько; официальные оппоненты — доктор философских наук профессор В. В. Гречаный,  доктор философских наук профессор А. Л. Казин и доктор философских наук профессор М. В. Захарченко.
Был доцентом кафедры философии и истории факультета естественных и гуманитарных наук Санкт-Петербургского государственного университета технологии и дизайна
С 2012 года профессор кафедры общественных наук факультета естественных и гуманитарных наук Санкт-Петербургского государственного университета технологии и дизайна
Член редакционной коллегии литературно-художественного и культурно-просветительского журнала «Родная Ладога»

## Общественная деятельность
Член Координационного совета по взаимодействию Министерства образования и науки Российской Федерации и Московской Патриархии.
С 1995 по 1999 годы был председателем Ассоциации религиоведов Санкт-Петербурга.
С 2000 года является председателем Совета общественной организации «Собор православной интеллигенции».

## Научные труды

### Диссертация
- Швечиков А. Н.  Нравственные основы советской воинской дисциплины: Автореф. дис. на соиск. учен. степ. канд. филос. наук : (09.00.05). Л. : ЛГУ имени А. А. Жданова, 1979. — 19 с.
- Швечиков А. Н. Теоретико-методологические основы современного российского религиоведения (недоступная ссылка) : автореферат дис.... доктора философских наук : 09.00.13 / Швечиков Алексей Николаевич; [Место защиты: Рос. гос. пед. ун-т им. А. И. Герцена]. — Санкт-Петербург, 2009.  — 34 с.

### Монографии
- Швечиков А. Н. Мировые религии и культура: Лекции для слушателей ВАА. — Л.: Изд-во Военной Артиллерийской академии, 1990
- Швечиков А. Н. Рай земной: новая сказка. О религиозной, социально-политической и идеологической доктрине иеговизма. [Предисл. И. Н. Александрова] / Монография. — СПб.: «Кайрос», 1997. — 112 с.
- Швечиков А. Н., Субетто А. И., Скородумов А. А. и др. Анти-саентология. Критика доктринальных основ и технологий хаббардизма. СПБ.: Изд-во СПбГМТУ, 1999.
- Швечиков А. Н., Мороз А. А., свящ. Деструктивные тоталитарные секты в современной России. — СПб.: Изд-во СПбГУТД, 2005. — 272 с. ISBN 5-7937-0173-7
- Швечиков А. Н. Религия, философия и наука в западной цивилизации (опыт историко-методологического исследования): монография. — СПб.: СПбГУТД, 2006. — 192 с.
- Швечиков А. Н. Религия как объект научного познания: монография. — СПб.: СПбГУТД, 2008. — 357 с.
- Швечиков А. Н., Томалинцева Л. Д. История и теория религии. Методические рекомендации к семинарским занятиям и самостоятельной работе студентов всех форм обучения. — СПб.: Изд-во СПбГТУРП.
- Швечиков А. Н., Кренделева Л. А., Кульганек И. Религиоведение: библиография российских изданий (1990—2002)/ Под ред. А. Н. Швечикова. — СПб.: Изд-во СПбГУТД
- Религиоведение. Методические указания студентам по предмету «Религиоведение». — СПб.: Изд-во СПбГУТД, 2009 (1,5)

### Статьи
- Швечиков А. Н. Христианство и социальность. // Материалы X Международного конгресса "Социальные доктрины основных религиозных конфессий: философский, богословский и экологический аспекты" (С.-Петербург, 23—26 октября 1997 г.), с. 100—102.
- Швечиков А. Н. Чтобы верить, надо знать. // Материалы российской ювенологической научно-практической конференции "Молодёжь России: потерянное поколение или надежда XXI века?" (С.-Петербург, 27—28 марта 1998 г.), c. 183.
- Швечиков А. Н. Религиозная ситуация как элемент национальной безопасности (на примере С.-Петербурга). // Материалы всероссийской ювенологической научно-практической конференции "Молодёжная политика XXI века: стратегия выбора" (С.-Петербург, 1—3 ноября 1999 г.). — С. 133—134.
- Швечиков А. Н. Аберрация истины // Анти-Саентология. Критика доктринальных основ и технологий хаббардизма. — СПб.: Изд-во СПбГМТУ, 1999. — С. 163—193
- Швечиков А. Н. Русская православная церковь в годы Великой Отечественной войны 1941—1945 гг. // Материалы конференции «Уроки истории: Вторая мировая война». — СПб.:, 2000. — С. 18—21
- Швечиков А. Н. Религиоведение – новая гуманитарная наука //журнал Академии гуманитарного образования. — СПб.: Изд-во Академия. — №1. — 2000.
- Швечиков А. Н. Традиционные религии - основа формирования нравственности в российском обществе. // Материалы научно-практической конференции "Нравственность в традиционных религиях и культах" (С.-Петербург, 2000 г.). — С. 4—10.
- Швечиков А. Н. Религия в СССР в годы Великой Отечественной войны // Материалы конференции «Уроки истории: Вторая мировая война». — СПб.: Изд-во СПбГУТД, 2000
- Швечиков А. Н. Религиозная ситуация как элемент национальной безопасности (на примере С.-Петербурга). // Материалы научно-практической конференции "Духовные и социальные проблемы глобализации" (С.-Петербург, 3—4 мая 2001 г.). — С. 104—110.
- Швечиков А. Н. Религиоведческое знание как условие гармонизации отношений между религией и обществом. // Материалы научно-практической конференции "Научное и вненаучное знания: сотрудничество или конфронтация?" (С.-Петербург, 2—3 июля 2001 г.). — С. 14—18.
- Швечиков А. Н. Духовность и культура // Материалы конференции «Культура горожан как составляющая культуры Санкт-Петербурга». СПб., 2002. — С. 27—30
- Швечиков А. Н. Учить добру. // Материалы второй международной конференции "Образование через всю жизнь: проблемы становления и развития непрерывного образования" (С.-Петербург, 4—5 июня 2002 г.). — СПб.: Изд-во Файнер, 2003. —  С. 285—289.
- Швечиков А. Н. Религиоведение как наука // Религиоведение: учебное пособие / Под ред. Солдатова А. В. — СПб.: Изд-во «Лань», 2003. — С. 6—36
- Швечиков А. Н. Религия и мораль // Религиоведение: учебное пособие / Под ред. Солдатова А. В. — СПб.: Изд-во «Лань», 2003. — С. 518—560
- Швечиков А. Н. Глобализм против религии // Материалы Всероссийской научной конференции «Ленинская теория империализма и современная глобализация». — СПб., 2003. — С. 497—509
- Швечиков А. Н. Сила против правды бессильна // Материалы конференции «Православие: ответ на вызовы XXI в.». — СПб, 2003. — С. 8—16
- Швечиков А. Н. Христианство и демократия в контексте проблем современной России // Материалы конференции «Духовные и социальные проблемы современной России». — СПб, 2003. — С. 26—33
- Швечиков А. Н. Россия как средоточие духовных сил мира // Материалы Международного молодёжного конгресса «Православие, молодёжь и будущее России». — СПб., 2005. — С. 23—28
- Швечиков А. Н. Патриотизм и будущее России // Материалы конференции «Православие и патриотизм». — СПб., 2005. — С. 10—15
- Швечиков А. Н. Нравственный смысл русской идеи // Материалы конференции «Православие и нравственность». — СПб, 2006. — С. 14—18
- Швечиков А. Н. Православная общественность как фактор социальной стабильности современного российского общества // Материалы конференции «Православие и власть: традиция и современность». — СПб, 2007. — С. 5—9
- Швечиков А. Н. Восточная мудрость как религиозный феномен // Вестник ЛГУ им. А. С. Пушкина. Научный журнал № 1 (10). Серия философия. — СПб., 2008. — С. 153—166
- Швечиков А. Н. Философия дизайна в религиозном культе Древнего Египта // Дизайн. Материалы. Технология. — 2009. — № 1 (8)
- Швечиков А. Н. Либерализм как идеология секуляризации. // Известия РГПУ им. А. Н. Герцена. Научный журнал № 12 (89). Общественные и гуманитарные науки. — СПб., 2009. — С. 19—26
- Швечиков А. Н. Проблема сверхъестественного в науке о религии. // Известия РГПУ им. А. Н. Герцена. Научный журнал. Общественные и гуманитарные науки. — № 97, 2009. — С. 143—150
- Швечиков А. Н. Проблема соотношения божественного и человеческого в понятии закона. // Известия РГПУ им. А. И. Герцена. Научный журнал, 2009. — № 103 — С. 52—59
- Швечиков А. Н. Религиозно-философский смысл социальных институтов Др. Египта. // Известия РГПУ им. А. И. Герцена, 2009. — № 115. — С. 164—170
- Швечиков А. Н. Религия  и духовность: историко-методологический аспект. // Институт социологии РАН. Журнал Власть, 2009. — № 6. — С. 82—85
- Швечиков А. Н. Мир сакрального в культуре Древнего Египта // Вестник Тамбовского университета. Серия: гуманитарные науки. Тамбов, 2009. — Вып. 2 (70). — С. 68—74
- Швечиков А. Н. Актуальные проблемы современного российского религиоведения. // В журнале "Государство, религия, Церковь в России и за рубежом". — 4/2009. — С.151—164.
- Швечиков А. Н. Религия и власть в современной России. // Материалы научно-практической конференции "Российское общество и власть: проблемы взаимодействия". — СПб., 2004.
- Швечиков А. Н. Идеология либерализма как парадигма современной секуляризации.

## Публицистика
- Швечиков А. Н. Религия и демократия // журнал Имперский курьер. — 2002. — № 9
- Швечиков А. Н. Русское Православие прирастает Сибирью // Русская народная линия, 01.06.2004 г.
- Швечиков А. Н. Русское Православие прирастает Сибирью. // В газете "За Православие и самодержавие" №3 (46), СПб, 2004.
- Швечиков А. Н. Россия возродится Православием // журнал «Всерусский Собор» — 2006 — № 1. — С. 116—123
- Швечиков А. Н. О безрелигиозной духовности // Ладога. — 2007. — № 1
- Швечиков А. Н. Ложь и лицемерие либерализма // Русская народная линия, 28.10.2008 г.
- Швечиков А. Н. «Избави нас, Бог, от таких друзей...» // Русская народная линия, 28.12.2010 г.
- Швечиков А. Н. Россия и Запад // Русская народная линия, 18.01.2011 г.
- Швечиков А. Н. Либерализм как идеология капиталократии (Часть I) // Русская народная линия, 05.04.2011 г.
- Швечиков А. Н. Либерализм как идеология капиталократии (Часть II) // Русская народная линия, 12.04.2011 г.
- Швечиков А. Н. От религии Христа к безрелигиозному христианству // Русская народная линия, 28.07.2011 г.